# 明日國際
明日國際集團有限公司，簡稱明日國際集團，以及明日國際（英語：Tomorrow International Holdings Limited，港交所除牌時0760.HK）在1983年由邱德華先生創立於「明日電子有限公司」，主要經營、生產及設計各種數碼時鐘產品。
在2010年7月6日，公司以總代價為38億港元，收購Talent Trend Holdings Limited股權，Talent Trend Holdings Limited原由天倫集團持有，擁有10个中國地產項目。而在2010年11月19日，在股東大會正式通過收購房地產股權後，在2011年5月26日，正式更名為新天地產集團有限公司。

## 連結
- ETL.com.hk